# CSS Sea Bird
El CSS Sea Bird fue un vapor de ruedas de la Armada de los Estados Confederados.

## Carrera
El CSS Sea Bird fue construido en Keyport, Nueva Jersey, en 1854, fue comprado por el gobierno confederado de Carolina del Norte en Norfolk (Virginia) en el año 1861, cuando contaba ya con el equipo adecuado para el servicio para la Armada de los Estados Confederados. El CSS Sea Bird fue asignado a hacer un servicio a lo largo de las costas de Virginia y de las de Carolina del Norte, para estas órdenes, la nave estaba comandada por el teniente Patrick McCarrick. 
El CSS Sea Bird fue el buque insignia del William F. Lynch dentro de la "Flota de mosquito", una flota de bandera confederada, durante las duras batallas en la defensa de la isla de Roanoke en los días 7 a 8 de febrero de 1862. También participó en la defensa de Elizabeth City, en Carolina del Norte, el día 10 de febrero, fue allí, en esa batalla, donde fue embestido y hundido por el USS Commodore Perry. Las víctimas de esa acción fueron dos confederados muertos, cuatro heridos y el resto de la tripulación capturada.

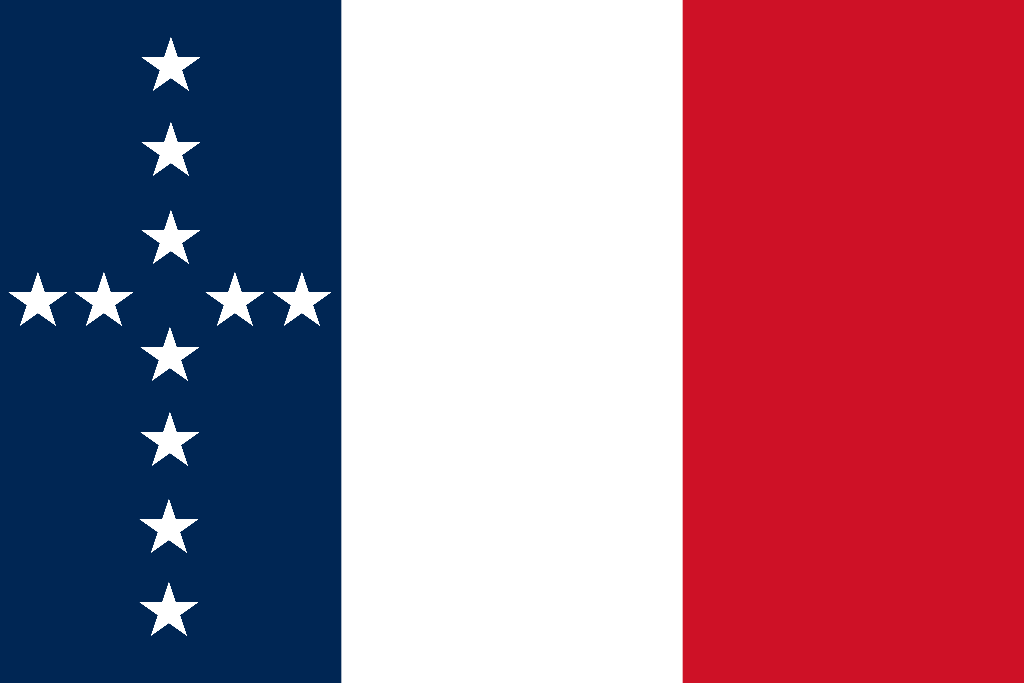
La Bandera de mando del Capitán Lynch, izada desde el CSS Sea Bird